# Indice de maintenabilité
L'indice de maintenabilité est une métrique qui procure une mesure de la complexité de maintenance (facilité du support et des évolutions) d'un projet informatique.

## Calcul
Toutes les métriques d'Halstead sont dérivées 
- d'un volume de code (lignes de code),
- de la complexité cyclomatique du code,
- du volume d'Halstead du code.

On obtient l'indice de maintenabilité sans les commentaires ({\displaystyle MIwoc}) selon la formule suivante :
{\displaystyle MIwoc=(171-5.2*ln(V)-0.23*(CC)-16.2*ln(loc))*100/171}

On obtient le poids des commentaires ({\displaystyle MIcw}) selon la formule suivante :
{\displaystyle MIcw=50*sin(sqrt(2.4*perCM))}

On obtient l'indice de maintenabilité ({\displaystyle MI}) avec la formule suivante :
{\displaystyle MI=MIwoc+MIcw}

Où
- {\displaystyle V} est le volume du code source ;
- {\displaystyle CC} est la complexité cyclomatique du code source ;
- {\displaystyle cLoc} est le nombre de lignes de commentaires ;
- {\displaystyle loc} est le nombre de lignes de code ;
- {\displaystyle perCM=cLoc/loc}

## Interprétations
L'Indice de maintenabilité est une mesure indépendante du langage de programmation utilisé. On admet souvent la grille d'évaluation suivante :
- 85 et plus : bonne maintenabilité,
- 65-85	: maintenabilité moyenne,
- < 65 : maintenabilité difficile.

Dans la pratique, cette grille d'évaluation est parfois assouplie.

## Outils
- Testwell CMT++ outil de mesure de complexité pour C et C++
- Testwell CMTJava outil de mesure de complexité pour Java
- PhpMetrics outil de mesure d'indice de maintenabilité pour PHP
- LDRA Testbed, outil d'analyse statique et dynamique de code source C, C++, Java, Ada